# Klippgravar

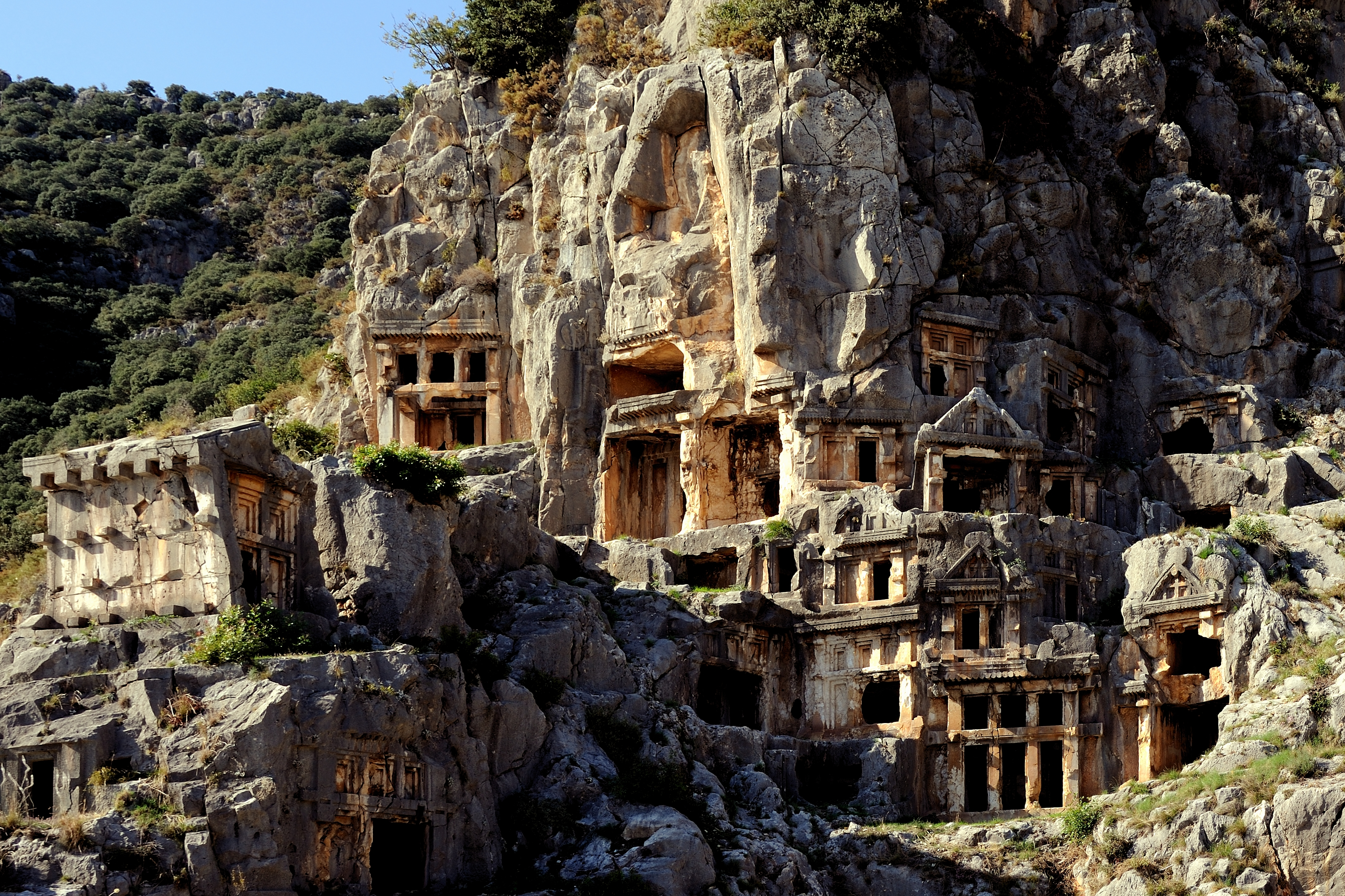
Klippgravar vid Myra

En klippgrav innebar att man i klippor högg ut vilorum för de avlidna. Klippgravar brukades under forntiden i många länder, där de yttre förutsättningarna för deras anläggning fanns och också att man ägde förmåga att bearbeta det hårda materialet.
Naturliga grottor användes för begravningsändamål redan under den äldre stenåldern och även senare. De äldsta egyptiska klippgravarna från det gamla rikets tid visar ovan berggrunden en fristående, avlångt fyrkantig byggnad med platt tak och sluttande väggar (en mastaba), från vilken ett lodrätt schakt leder ned i djupet. I denna utmynnar en vågrät gång, i vilken sarkofagen har sin plats. Gravar av detta slag förekommer till exempel omkring de stora pyramiderna i Nedre Egypten. Klippgravar vid Beni Hasan, från det mellersta rikets tid, har formen av grottor med en ibland kolonnprydd ingång. Klippgravar från det yngsta rikets tid förekommer i stor utsträckning på västra stranden av Nilen i de libyska bergen i närheten av det forna Tebe. De har mindre regelbunden anläggning än de nämnda, men sträcker sig i form av  gångar, som står i förbindelse med eller vidgar sig till större pelarprydda salar och smärre kamrar, långt inne i berget. De egyptiska klippgravarna är i allmänhet rikt prydda med målningar.
I Persien märks konungagravarna vid Mehrdasht i bergstrakten nordost om Persiska viken, med svårtillgängliga gravkammare och rikt utsirade fasader. En kolonnad med de för den persiska konsten egendomliga enhörningskapitälen samt en blinddörr synes uppbära ett slags estrad, på vilken den hädangångne är framställd offrande framför ett altare, allt i relief utmejslat ur den branta klippväggen.
De syriska och feniciska kusttrakterna vid Medelhavets innersta hörn ha likaledes att uppvisa klippgravar i stort antal. Dessa ha dels karaktären av gravbrunnar, i vilka horisontella schakt mynna ut, och har väl i regel varit försedda med en fristående överbyggnad, dels äga de formen av grottor, stundom med gavelkrönta, kolonn- och reliefprydda fasader.
De judiska klippgravarna i närheten av Jerusalem sakna i regel en konstnärlig prägel, även om en enkel fasad med egyptisk kranslist stundom förekommer. De rikare utstyrda, konungagravarna samt Jakobs grav, domargravarna med flera, visar många grekiska detaljer och torde, liksom de som är uppkallade efter Abraham och Sakarias, komma från den sengrekiska tiden efter Alexander den store.
Egendomliga former av klippgravar förekommer på flera ställen i Mindre Asien. Den så kallade Midasgraven i det gamla Frygien visar en gavelkrönt fasad med svagt framspringande profiler och ytan täckt av ett rätvinkligt, påminnande om meander, i svag relief utfört upprepningsmönster. De lykiska klippgravarna vid Myra har fasader, som utgör fullständiga efterbildningar i sten av gavlarna på ett resvirkeshus av trä. Andra har former, som påminner om de enklare grekiska templen. Konstgjorda klippgravar förekomma även på Cypern, i Grekland, på Kreta, Malta, Sicilien, Pianosa, i mellersta och södra Italien, på Sardinien, Balearerna samt i Portugal och Spanien. Bland de märkligaste är de av Schliemann upptäckta vid Mykenai. Direkt inhuggna i klippan är där de så kallade schaktgravarna. Underjordiska, men byggda av sten är däremot "kupolgravarna". Klippkammargravar har hittats vid Zafer Papura nära Knossos på Kreta. De innehöll skelett i lerkistor eller liggande på bara marken.
Betydande ur arkitektonisk synpunkt är de många klippgravarna i mellersta Italien, i det gamla Etrurien (nuvarande Toscana). Det inre är omsorgsfullt ordnat och utgör en tydlig efterbildning av det gammalitaliska boningshuset, ofta med imiterade träkonstruktioner. Stundom förekommer uthuggna fasader med horisontalt avslutande listverk, lutande väggar och blinddörr med nedåtvända näbbformiga utsprång från karmens överliggare. Etruriska gravar förekomma vid Corneto, Vulci och Cære, gravfasader vid Norchia och Castelvecchio. Bland romartidens gravar märks de så kallade kolumbarierna samt katakomberna med sina oregelbundna förbindelser av gångar och kamrar, där de första kristna bisatte sina hädangångna.
En särskild uppmärksamhet förtjänar slutligen de klippgravar, som under den senare kejsartiden utfördes i de syriska och arabiska gränstrakterna vid Palmyra, Heliopolis och Petra med praktfulla, rika fasader, vilka med sin starka profilering, sina svängda eller brutna linjer starkt påminner om barockens former.